# آت-باشی
آتباشی (به قرقیزی: Атбашы) شهری در استان نارین کشور قرقیزستان است که در سرشماری سال ۲۰۰۵ میلادی، ۱۵٫۲۲۶ نفر جمعیت داشته است.